# Kineska narodna religija
Kineska narodna religija (takođe poznata kao kineska popularna religija ili šenizam) najraširenija je forma religije u Kini, i među kinezima širom sveta. To je religiozna tradicija Han Kineza i uključuje počast silama prirode i predaka, egzorcizam štetnih sila i verovanje u racionalni poredak prirode na koji mogu uticati ljudi i njihovi vladari, kao i duhovi i bogovi. Obožavanje je posvećeno mnoštvu bogova i besmrtnika (神 shén), koji mogu biti božanstva pojava, ljudskog ponašanja ili predaka rodova. Priče o nekim od tih bogova sakupljene su u telu kineske mitologije. Do 11. veka (Song perioda) ove prakse su bile pomešane sa budističkim idejama o karmi (sopstvenom činjenju) i ponovnom rođenju, kao i taoističkim učenjima o hijerarhiji bogova kako bi se formirao popularni religijski sistem koji je trajao na mnogo načina do današnjeg dana.
Kineske religije imaju različite izvore, lokalne oblike, poreklo osnivača, i obredne i filozofske tradicije. Uprkos ovoj raznolikosti, postoji zajedničko jezgro koje se može sažeti u četiri teološka, kosmološka i moralna koncepta: tjen (天), nebo, transcendentni izvor moralnog značenja; či (氣), dah ili energija koja animira univerzum; đingcu (敬祖), poštovanje predaka; i bao jing (報應), moralna uzajamnost; zajedno sa dva tradicionalna pojma sudbine i značenja: ming juen (命運), lična sudbina ili procvat; i juen fen (緣分), „sudbonosna slučajnost”, dobre i loše šanse i potencijalni odnosi.

## Literatura
- Adler, Joseph (2005), „Chinese Religion: An Overview”,  Ур.: Jones, Lindsay, Encyclopedia of Religion, 2nd Ed., Detroit: Macmillan Reference USA. Available at the author's website.
- Adler, Joseph A. (2011). The Heritage of Non-Theistic Belief in China (PDF). (Conference paper) Toward a Reasonable World: The Heritage of Western Humanism, Skepticism, and Freethought. San Diego, CA.
- Cai, Zongqi (2004). Chinese Aesthetics: Ordering of Literature, the Arts, and the Universe in the Six Dynasties. University of Hawaii Press. ISBN 978-0824827915.
- Chamberlain, Jonathan (2009). Chinese Gods : An Introduction to Chinese Folk Religion. Hong Kong: Blacksmith Books. ISBN 9789881774217.
- Chan, Kim-Kwong (2005). „Religion in China in the Twenty-first Century: Some Scenarios”. Religion, State & Society. 33 (2).
- Chang, Ruth H. (2000). „Understanding Di and Tian: Deity and Heaven from Shang to Tang Dynasties”. Sino-Platonic Papers (108). ISSN 2157-9679.
- Chau, Adam Yuet (2005). Miraculous Response: Doing Popular Religion in Contemporary China. ISBN 9780804751605.
- —— (2005). „The Politics of Legitimation and the Revival of Popular Religion in Shaanbei, North-Central China” (PDF). Modern China. 31 (2): 236—278. doi:10.1177/0097700404274038. Архивирано из оригинала (PDF) 30. 12. 2013. г.
- —— (2011). „Modalities of Doing Religion and Ritual Polytropy: Evaluating the Religious Market Model from the Perspective of Chinese Religious History”. Religion. 41 (4): 457—568. doi:10.1080/0048721X.2011.624691.
- —— (2013), „A Different Kind of Religious Diversity: Ritual Service Providers and Consumers in China”,  Ур.: Schmidt-Leukel, Perry; Joachim Gentz, Religious Diversity in Chinese Thought, New York: Palgrave-MacMillan, стр. 141—156, ISBN 9781137333193
- Cheng, Manchao (1995). The Origin of Chinese Deities. Beijing: Foreign Languages Press. ISBN 978-7119000305.
- Clart, Philip (2014). Conceptualizations of "Popular Religion" in Recent Research in the People's Republic of China (PDF). (Conference paper) International Symposium on Mazu and Chinese folk religion「媽祖與華人民間信仰」國際研討會論文集. Boyang, Taipei. стр. 391—412.
- Clart, Philip (2003). „Confucius and the Mediums: Is There a "Popular Confucianism"?” (PDF). T'oung Pao (LXXXIX).
- Clart, Philip (1997). „The Phoenix and the Mother: The Interaction of Spirit Writing Cults and Popular Sects in Taiwan” (PDF). Journal of Chinese Religions. 25: 1—32. doi:10.1179/073776997805306959.
- Davis, Edward L. (2005). Encyclopedia of Contemporary Chinese Culture. Routledge. ISBN 978-0415241298.
- De Groot, J.J.M. (1892). The Religious System of China: Its Ancient Forms, Evolution, History and Present Aspect, Manners, Customs and Social Institutions Connected Therewith. Leiden, Netherlands: Brill. 6 volumes. Online at: Les classiques des sciences sociales, Université du Québec à Chicoutimi; Scribd: Vol. 1, Vol. 2, Vol. 3, Vol. 4, Vol. 5, Vol. 6.
- Didier, John C. (2009). „In and Outside the Square: The Sky and the Power of Belief in Ancient China and the World, c. 4500 BC – AD 200”. Sino-Platonic Papers (192). Volume I: The Ancient Eurasian World and the Celestial Pivot, Volume II: Representations and Identities of High Powers in Neolithic and Bronze China, Volume III: Terrestrial and Celestial Transformations in Zhou and Early-Imperial China.
- Do, Thien (2003). Vietnamese Supernaturalism: Views from the Southern Region. Anthropology of Asia. Routledge. ISBN 978-0415307994.
- Fan, Lizhu; Chen, Na (2015). „The Religiousness of "Confucianism" and the Revival of Confucian Religion in China Today”. Cultural Diversity in China. 1 (1): 27—43. ISSN 2353-7795. doi:10.1515/cdc-2015-0005.
- Rambo, Lewis R.; Farhadian, Charles E.; Lizhu, Fan; Na, Chen (2014). „"Conversion" and the Resurgence of Indigenous Religion in China”. The Oxford Handbook of Religious Conversion. ISBN 978-0-19-533852-2. doi:10.1093/oxfordhb/9780195338522.013.024.
- Fowler, Jeanine D. (2005). An Introduction to the Philosophy and Religion of Taoism: Pathways to Immortality. Sussex Academic Press. ISBN 978-1845190866.[мртва веза]
- Goossaert, Vincent; Palmer, David (2011). The Religious Question in Modern China. University of Chicago Press. ISBN 978-0226304168.
- Gaenssbauer, Monika (2015). Popular Belief in Contemporary China: A Discourse Analysis. Projekt Verlag. ISBN 978-0226304168.
- Jin, Ze (2005). Challenges and Choices Facing Folk Faith in China (PDF). Religion and Cultural Change in China. The Brookings Institution - Center for Northeast Asian Policy Studies, Washington: DC. Архивирано из оригинала (PDF) 24. 9. 2015. г.
- Jansen, Thomas (2012), „Sacred Texts”,  Ур.: Nadeau, Randall L., The Wiley-Blackwell Companion to Chinese Religions, Wiley Blackwell Companions to Religion, 82, John Wiley & Sons, ISBN 978-1444361971
- Jones, Stephen (2013). In Search of the Folk Daoists of North China. Ashgate Publishing. ISBN 978-1409481300.
- Lagerwey, John; Kalinowski, Marc (2008). Early Chinese Religion: Part One: Shang Through Han (1250 BC-220 AD). Early Chinese Religion. Brill. ISBN 978-9004168350.
- Law, Pui-Lam (2005). „The Revival of Folk Religion and Gender Relationships in Rural China: A Preliminary Observation”. Asian Folklore Studies. 64: 89—109.
- Li, Ganlang (2009). 台灣古建築圖解事典 (四版五刷 изд.). Taipei: 遠流出版社. стр. 47—49. ISBN 978-9573249573.
- Li, Lan (2016). Popular Religion in Modern China: The New Role of Nuo. Routledge. ISBN 978-1317077954.
- Libbrecht, Ulrich (2007). Within the Four Seas...: Introduction to Comparative Philosophy. Peeters Publishers. ISBN 978-9042918122.
- Little, Stephen; Eichman, Shawn (2000). Taoism and the Arts of China. University of California Press. ISBN 978-0520227859.
- Littlejohn, Ronnie (2010). Confucianism: An Introduction. I. B. Tauris. ISBN 978-1848851740.
- Lü, Daji; Gong, Xuezeng (2014). Marxism and Religion. Religious Studies in Contemporary China. Brill. ISBN 978-9047428022.
- Medhurst, Walter H. (1847). A Dissertation on the Theology of the Chinese, with a View to the Elucidation of the Most Appropriate Term for Expressing the Deity, in the Chinese Language. Mission Press. Original preserved at The British Library. Digitalised in 2014.
- Mou, Zhongjian (2012). Taoism. Brill. ISBN 978-9004174535.
- Overmyer, Daniel L. (1986). Religions of China: The World as a Living System. New York: Harper & Row. ISBN 9781478609896.
- Overmyer, Daniel L. (2009). Local Religion in North China in the Twentieth Century: The Structure and Organization of Community Rituals and Beliefs (PDF). Leiden; Boston: Brill. ISBN 9789047429364. Архивирано из оригинала (PDF) 16. 6. 2015. г. Приступљено 24. 5. 2015.
- Ownby, David (2008). „Sect and Secularism in Reading the Modern Chinese Religious Experience”. Archives de Sciences Sociales des Religions. 144 (144). doi:10.4000/assr.17633.
- Palmer, David A. (2011). „Chinese Redemptive Societies and Salvationist Religion: Historical Phenomenon or Sociological Category?” (PDF). Journal of Chinese Ritual, Theatre and Folklore. 172: 21—72.
- Paper, Jordan (1995). The Spirits are Drunk: Comparative Approaches to Chinese Religion. Albany, NY: State University of New York Press. ISBN 978-0791423158.
- Pregadio, Fabrizio (2013). The Encyclopedia of Taoism. Routledge. ISBN 978-1135796341. Two volumes: 1) A-L; 2) L-Z.
- Pas, Julian F. (2014). Historical Dictionary of Taoism. Historical Dictionaries of Religions, Philosophies, and Movements. Albany, NY: Scarecrow Press. ASIN B00IZ9E7EI.
- Payette, Alex (februar 2016). „Local Confucian Revival in China: Ritual Teachings, 'Confucian' Learning and Cultural Resistance in Shandong”. China Report. 52 (1): 1—18. doi:10.1177/0009445515613867.
- Sautman, Barry (1997). Myths of Descent, Racial Nationalism and Ethnic Minorities in the People's Republic of China. Chapter of: Frank Dikötter. The Construction of Racial Identities in China and Japan: Historical and Contemporary Perspectives. Honolulu, University of Hawai'i Press, pp. 75–95.  9622094430.
- Shahar, Meir; Weller, Robert Paul (1996), Unruly Gods: Divinity and Society in China, University of Hawaii Press, ISBN 978-0190258146
- Shi, Yilong 石奕龍 (2008). „中国汉人自发的宗教实践 — 神仙教 Zhongguo Hanren zifadi zongjiao shijian: Shenxianjiao (The Spontaneous Religious Practices of Han Chinese Peoples — Shenxianism)”. 中南民族大学学报 — 人文社会科学版 (Journal of South-Central University for Nationalities (Humanities and Social Sciences)). 28 (3): 146—150. Архивирано из оригинала 31. 08. 2019. г.
- Shen, Qingsong; Shun, Kwong-loi (2007). Confucian Ethics in Retrospect and Prospect. Council for Research in Values & Philosophy. ISBN 978-1565182455.
- Tay, Wei Leong (2010). Kang Youwei: The Martin Luther of Confucianism and His Vision of Confucian Modernity and Nation (PDF). Chapter of: Haneda Masashi, Secularization, Religion and the State, University of Tokyo Center for Philosophy.
- Sun, Xiaochun; Kistemaker, Jacob (1997). The Chinese Sky During the Han: Constellating Stars and Society. Brill. ISBN 978-9004107373.
- Teiser, Stephen F. (1996), „The Spirits of Chinese Religion” (PDF),  Ур.: Donald S. Lopez Jr., Religions of China in Practice, Princeton, NJ: Princeton University Press, extracts at The Chinese Cosmos: Basic Concepts.
- Teiser, Stephen F. (1995). „Popular Religion”. Journal of Asian Studies. 54 (2): 378—395. JSTOR 2058743. doi:10.2307/2058743.
- Wang, Mingming (2011). „A Drama of the Concepts of Religion: Reflecting on Some of the Issues of "Faith" in Contemporary China” (PDF). Asia Research Institute Working Paper Series (155): 27. Архивирано из оригинала (PDF) 16. 10. 2016. г.
- Wang, Robin R. (2004). Chinese Philosophy in an Era of Globalization. State University of New York Press. ISBN 978-0791460061.
- Wu, Hsin-Chao (2014). „Local Traditions, Community Building, and Cultural Adaptation in Reform Era Rural China” (PDF). Harvard University.
- Yang, Fenggang; Hu, Anning (2012). „Mapping Chinese Folk Religion in Mainland China and Taiwan”. Journal for the Scientific Study of Religion. 51 (3): 505—521. doi:10.1111/j.1468-5906.2012.01660.x.
- Yang, Mayfair Mei-hui (2007), „Ritual Economy and Rural Capitalism with Chinese Characteristics”,  Ур.: Held, David; Moore, Henrietta, Cultural Politics in a Global Age: Uncertainty, Solidarity and Innovation, Oxford: Oneworld Publications, ISBN 978-1851685509. Available online.
- Yang, C. K. (1961). Religion in Chinese Society; a Study of Contemporary Social Functions of Religion and Some of Their Historical Factors. Berkeley: University of California Press. ISBN 9780520013711.
- Yao, Xinzhong (2010). Chinese Religion: A Contextual Approach. London: A&C Black. ISBN 9781847064752.
- Zavidovskaya, Ekaterina A. (2012). „Deserving Divine Protection: Religious Life in Contemporary Rural Shanxi and Shaanxi Provinces”. St. Petersburg Annual of Asian and African Studies. I: 179—197.
- Zhao, Dunhua (2012), „The Chinese Path to Polytheism”,  Ур.: Wang, Robin R., Chinese Philosophy in an Era of Globalization, ISBN 978-0791485507
- Zhou, Jixu (2005). „Old Chinese "*tees" and Proto-Indo-European "*deus": Similarity in Religious Ideas and a Common Source in Linguistics” (PDF). Sino-Platonic Papers (167).
- Fenggang Yang. Stand still and watch. In The state of religion in China. The Immanent Frame, 2013.
- Prasenjit Duara. Chinese religions in comparative historical perspective. In The state of religion in China. The Immanent Frame, 2013.
- Richard Madsen. Secular belief, religious belonging. In The state of religion in China. The Immanent Frame, 2013.
- Nathan Schneider. The future of China’s past: An interview with Mayfair Yang. The Immanent Frame, 2010.